# Lista localităților din provincia İzmir

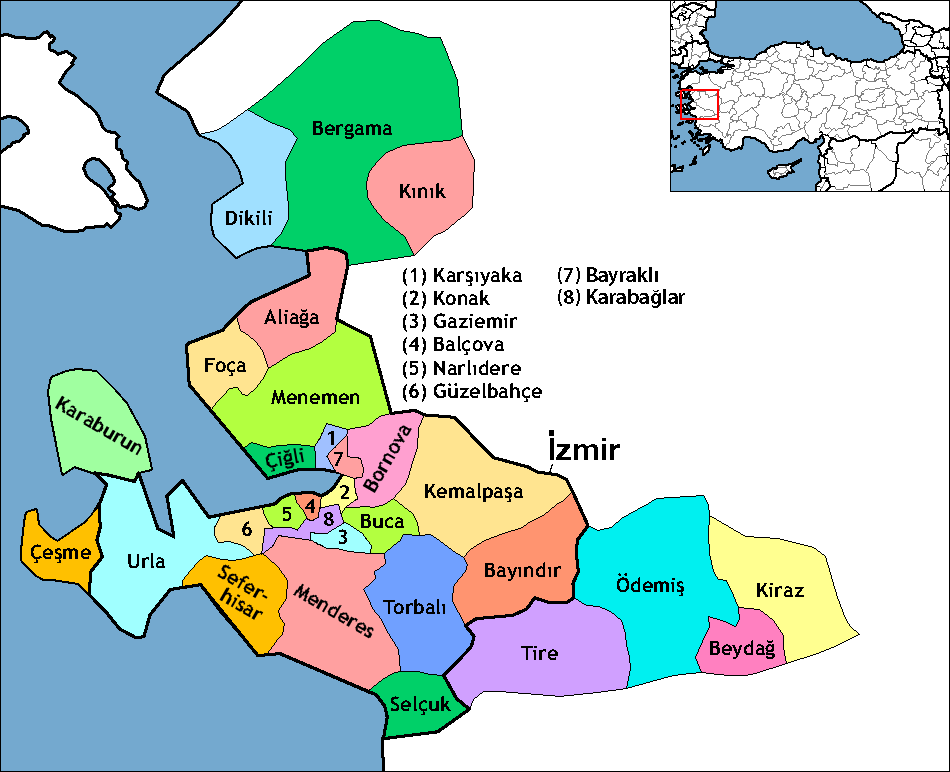
İzmir

Aceasta este lista localităților din Provincia İzmir, Turcia, după districte. În secțiunile de mai jos, prima localitate din fiecare listă este centrul administrativ al districtului. Primele 21 de districte (Aliağa-Urla) sunt de fapt parte a regiunii metropolitane a orașului İzmir.

## Aliağa
- Aliağa
- Aşağışakran, Aliağa
- Bahçedere, Aliağa
- Bozköy, Aliağa
- Çakmaklı, Aliağa
- Çaltılıdere, Aliağa
- Çıtak, Aliağa
- Çoraklar, Aliağa
- Güzelhisar, Aliağa
- Hacıömerli, Aliağa
- Horozgediği, Aliağa
- Kalabak, Aliağa
- Kapukaya, Aliağa
- Karaköy, Aliağa
- Karakuzu, Aliağa
- Samurlu, Aliağa
- Şehitkemal, Aliağa
- Uzunhasanlar, Aliağa
- Yenişakran, Aliağa
- Yüksekköy, Aliağa

## Balçova
- Balçova

## Bayındır
- Bayındır
- Alankıyı, Bayındır
- Alanköy, Bayındır
- Arıkbaşı, Bayındır
- Balcılar, Bayındır
- Buruncuk, Bayındır
- Çamlıbel, Bayındır
- Çenikler, Bayındır
- Çınardibi, Bayındır
- Çiftçigediği, Bayındır
- Dereköy, Bayındır
- Dernekli, Bayındır
- Elifli, Bayındır
- Ergenli, Bayındır
- Fırınlı, Bayındır
- Gaziler, Bayındır
- Havuzbaşı, Bayındır
- Hisarlık, Bayındır
- Kabaağaç, Bayındır
- Karahalilli, Bayındır
- Karahayıt, Bayındır
- Karapınar, Bayındır
- Kızılcaağaç, Bayındır
- Kızılcaova, Bayındır
- Kızılkeçili, Bayındır
- Kızıloba, Bayındır
- Lütuflar, Bayındır
- Osmanlar, Bayındır
- Pınarlı, Bayındır
- Sarıyurt, Bayındır
- Söğütören, Bayındır
- Tokatbaşı, Bayındır
- Turan, Bayındır
- Yakacık, Bayındır
- Yakapınar, Bayındır
- Yeşilova, Bayındır
- Yusuflu, Bayındır
- Zeytinova, Bayındır

## Bayraklı
- Bayraklı

## Bornova
- Bornova
- Beşyol, Bornova
- Çamiçi, Bornova
- Çiçekli, Bornova
- Eğridere, Bornova
- Gökdere, Bornova
- Karaçam, Bornova
- Kavaklıdere, Bornova
- Kayadibi, Bornova
- Kurudere, Bornova
- Laka, Bornova
- Sarnıçköy, Bornova
- Yakaköy, Bornova

## Buca
- Buca
- Belenbaşı, Buca
- Karacaağaç, Buca
- Kırıklar, Buca
- Doğancılar, Buca

## Çiğli
- Çiğli

## Foça
- Foça
- Ilıpınar, Foça
- Kozbeyli, Foça
- Yenibağarası, Foça
- Yeniköy, Foça

## Gaziemir
- Gaziemir

## Güzelbahçe
- Güzelbahçe
- Çamlı, Güzelbahçe
- Küçükkaya, Güzelbahçe
- Payamlı, Güzelbahçe

## Karabağlar
- Karabağlar
- Kavacık, Karabağlar
- Tırazlı, Karabağlar

## Karşıyaka
- Karşıyaka
- Sancaklı, Karşıyaka
- Yamanlar, Karşıyaka

## Kemalpaia
- Kemalpaşa
- Akalan, Kemalpaşa
- Ansızca, Kemalpaşa
- Aşağıkızılca, Kemalpaşa
- Bayramlı, Kemalpaşa
- Beşpınar, Kemalpaşa
- Cumalı, Kemalpaşa
- Çambel, Kemalpaşa
- Çınarköy, Kemalpaşa
- Damlacık, Kemalpaşa
- Dereköy, Kemalpaşa
- Hamzababa, Kemalpaşa
- Gökçeyurt, Kemalpaşa
- Gökyaka, Kemalpaşa
- Sarıçalı, Kemalpaşa
- Kamberler, Kemalpaşa
- Kızılüzüm, Kemalpaşa
- Nazarköy, Kemalpaşa
- Kuyucak, Kemalpaşa
- Ovacık, Kemalpaşa
- Sarılar, Kemalpaşa
- Sinancılar, Kemalpaşa
- Sütçüler, Kemalpaşa
- Vişneli, Kemalpaşa
- Yenikurudere, Kemalpaşa
- Yenmiş, Kemalpaşa
- Yeşilköy, Kemalpaşa
- Yeşilyurt, Kemalpaşa
- Yiğitler, Kemalpaşa
- Zeamet, Kemalpaşa

## Konak
- Konak

## Menderes
- Menderes
- Akçaköy, Menderes
- Ataköy, Menderes
- Çakaltepe, Menderes
- Çamönü, Menderes
- Çatalca, Menderes
- Çile, Menderes
- Çileme, Menderes
- Develi, Menderes
- Efemçukuru, Menderes
- Gölova, Menderes
- Karakuyu, Menderes
- Keler, Menderes
- Kısık, Menderes
- Kuyucak, Menderes
- Künerlik, Menderes
- Sancaklı, Menderes
- Şaşal, Menderes
- Yeniköy, Menderes

## Menemen
- Menemen
- Alaniçi, Menemen
- Ayvacık, Menemen
- Belen, Menemen
- Bağcılar, Menemen
- Bozalan, Menemen
- Çaltı, Menemen
- Çukurköy, Menemen
- Doğa, Menemen
- Göktepe, Menemen
- Görece, Menemen
- Hasanlar, Menemen
- Hatundere, Menemen
- İğnedere, Menemen
- Haykıran, Menemen
- Karaorman, Menemen
- Süleymanlı, Menemen
- Telekler, Menemen
- Turgutlar, Menemen
- Yahşelli, Menemen
- Yanıkköy, Menemen

## Narlıdere
- Narlıdere

## Seferihisar
- Seferihisar
- Beyler, Seferihisar
- Çamtepe, Seferihisar
- Düzce, Seferihisar
- Gödence, Seferihisar
- İhsaniye, Seferihisar
- Kavakdere, Seferihisar
- Orhanlı, Seferihisar
- Turgut, Seferihisar

## Selçuk
- Selçuk
- Acarlar, Selçuk
- Barutçu, Selçuk
- Belevi, Selçuk
- Çamlık, Selçuk
- Gökçealan, Selçuk
- Havutçulu, Selçuk
- Sultaniye, Selçuk
- Şirince, Selçuk
- Zeytinköy, Selçuk

## Torbalı
- Torbalı
- Ahmetli, Torbalı
- Arslanlar, Torbalı
- Bozköy, Torbalı
- Çakırbeyli, Torbalı
- Çamlıca, Torbalı
- Dağkızılca, Torbalı
- Dağtekke, Torbalı
- Demirci, Torbalı
- Düverlik, Torbalı
- Helvacı, Torbalı
- Kaplancık, Torbalı
- Karakızlar, Torbalı
- Karaot, Torbalı
- Korucuk, Torbalı
- Ormanköy, Torbalı
- Sağlık, Torbalı
- Saipler, Torbalı
- Taşkesik, Torbalı
- Tulum, Torbalı
- Yeniköy, Torbalı
- Yeşilköy, Torbalı
- Yoğurtçular, Torbalı

## Urla
- Urla
- Bademler, Urla
- Balıklıova, Urla
- Barbaros, Urla
- Birgi, Urla
- Demircili, Urla
- Gölcük, Urla
- Kadıovacık, Urla
- Kuşçular, Urla
- Nohutalan, Urla
- Ovacık, Urla
- Yağcılar, Urla
- Zeytineli, Urla
- Zeytinler, Urla
- Uzunkuyu, Urla

## Bergama
- Bergama
- Ahmetbeyler, Bergama
- Akçenger, Bergama
- Alacalar, Bergama
- Alhatlı, Bergama
- Alibeyli, Bergama
- Armağanlar, Bergama
- Aşağıbey, Bergama
- Aşağıcuma, Bergama
- Aşağıılgındere, Bergama
- Aşağıkırıklar, Bergama
- Atçılar, Bergama
- Avunduk, Bergama
- Avunduruk, Bergama
- Ayaskent, Bergama
- Ayvatalar, Bergama
- Aziziye, Bergama
- Balaban, Bergama
- Bayramcılar, Bergama
- Bekirler, Bergama
- Bozköy, Bergama
- Bozyerler, Bergama
- Bölcek, Bergama
- Cevaplı, Bergama
- Çakırlar, Bergama
- Çalıbahçe, Bergama
- Çaltıkoru, Bergama
- Çamavlu, Bergama
- Çamköy, Bergama
- Çamoba, Bergama
- Çeltikçi, Bergama
- Çitköy, Bergama
- Çobanlar, Bergama
- Çürükbağlar, Bergama
- Dağıstan, Bergama
- Demircidere, Bergama
- Dereköy, Bergama
- Doğancı, Bergama
- Durmuşlar, Bergama
- Eğiller, Bergama
- Eğrigöl, Bergama
- Ferizler, Bergama
- Gaylan, Bergama
- Göbeller, Bergama
- Göçbeyli, Bergama
- Gökçeyurt, Bergama
- Gültepe, Bergama
- Hacıhamzalar, Bergama
- Hacılar (Dereköy), Bergama
- Hacılar (İsmailli), Bergama
- Halilağalar, Bergama
- Hamzalısüleymaniye, Bergama
- Hisarköy, Bergama
- Ilgıncaber, Bergama
- İkizler, Bergama
- İncecikler, Bergama
- İneşir, Bergama
- İsmailli, Bergama
- Kadıköy, Bergama
- Kadriye, Bergama
- Kaleardı, Bergama
- Kapıkaya, Bergama
- Kaplan (Göçbeyli), Bergama
- Kaplan (Yukanbey), Bergama
- Karahıdırlı, Bergama
- Karalar, Bergama
- Karavelilier, Bergama
- Kaşıkçı, Bergama
- Katrancı, Bergama
- Kıranlı, Bergama
- Kırcalar, Bergama
- Kızıltepe, Bergama
- Kocahaliller, Bergama
- Kocaköy, Bergama
- Koyuneli, Bergama
- Kozluca, Bergama
- Kurfallı, Bergama
- Mahmudiye, Bergama
- Maruflar, Bergama
- Muratlar, Bergama
- Narlıca, Bergama
- Okçular, Bergama
- Oruşlar, Bergama
- Ovacık, Bergama
- Öksüzler, Bergama
- Örenli, Bergama
- Örlemiş, Bergama
- Paşaköy, Bergama
- Pınarköy, Bergama
- Pireveliler, Bergama
- Rahmanlar, Bergama
- Sağancı, Bergama
- Sarıcalar, Bergama
- Sarıcaoğlu, Bergama
- Sarıdere, Bergama
- Seklik, Bergama
- Sindel, Bergama
- Süleymanlı, Bergama
- Tavukçukuru, Bergama
- Teğelti, Bergama
- Tekkedere, Bergama
- Tekkeköy, Bergama
- Tepeköy, Bergama
- Terzihaliller, Bergama
- Tırmanlar, Bergama
- Topallar, Bergama
- Üçtepe, Bergama
- Ürkütler, Bergama
- Yalnızdam, Bergama
- Yalnızev, Bergama
- Yenikent, Bergama
- Yeniler, Bergama
- Yerlitahtacı, Bergama
- Yortanlı, Bergama
- Yukarıada, Bergama
- Yukarıbey, Bergama
- Yukarıcuma, Bergama
- Yukarıkırıklar, Bergama
- Zağnoz, Bergama
- Zeytindağ, Bergama

## Beydağ
- Beydağ
- Adaküre, Beydağ
- Alakeçili, Beydağ
- Bakırköy, Beydağ
- Çamlık, Beydağ
- Çiftlikköy, Beydağ
- Çomaklar, Beydağ
- Eğridere, Beydağ
- Erikli, Beydağ
- Halıköy, Beydağ
- Karaoba, Beydağ
- Kurudere, Beydağ
- Menderes, Beydağ
- Mutaflar, Beydağ
- Palamutçuk, Beydağ
- Sarıkaya, Beydağ
- Tabaklar, Beydağ
- Yağcılar, Beydağ
- Yeniyurt, Beydağ
- Yeşiltepe, Beydağ
- Yukarıaktepe, Beydağ
- Yukarıtosunlar, Beydağ

## Çeşme
- Çeşme
- Alaçatı, Çeşme
- Germiyan, Çeşme
- Ildır, Çeşme
- Karaköy, Çeşme
- Ovacık, Çeşme

## Dikili
- Dikili
- Bademli, Dikili
- Bahçeli, Dikili
- Çağlan, Dikili
- Çandarlı, Dikili
- Çukuralanı, Dikili
- Deliktaş, Dikili
- Demirtaş, Dikili
- Denizköy, Dikili
- Esentepe, Dikili
- Gökçeağıl, Dikili
- İslamlar, Dikili
- Kabakum, Dikili
- Katıralanı, Dikili
- Kıratlı, Dikili
- Kıroba, Dikili
- Kızılçukur, Dikili
- Kocaoba, Dikili
- Mazılı, Dikili
- Merdivenli, Dikili
- Nebiler, Dikili
- Salihler, Dikili
- Samanlıkköy, Dikili
- Uzunburun, Dikili
- Yahşibey, Dikili
- Yaylayurt, Dikili
- Yenice, Dikili

## Karaburun
- Karaburun
- Anbarseki, Karaburun
- Bozköy, Karaburun
- Eğlenhoca, Karaburun
- Hasseki, Karaburun
- İnecik, Karaburun
- Kösedere, Karaburun
- Küçükbahçe, Karaburun
- Mordoğan, Karaburun
- Parlak, Karaburun
- Saip, Karaburun
- Salman, Karaburun
- Sarpıncık, Karaburun
- Tepeboz, Karaburun
- Yayla, Karaburun

## Kınık
- Kınık
- Arpadere, Kınık
- Arpaseki, Kınık
- Aziziye, Kınık
- Bademalan, Kınık
- Bağalan, Kınık
- Balaban, Kınık
- Büyükoba, Kınık
- Cumalı, Kınık
- Çaltı, Kınık
- Çanköy, Kınık
- Çiftlikköy, Kınık
- Değirmencieli, Kınık
- Dündarlı, Kınık
- Elmadere, Kınık
- Hamzahocalı, Kınık
- Işıklar, Kınık
- İbrahimağa, Kınık
- Kalemköy, Kınık
- Karadere, Kınık
- Karatekeli, Kınık
- Kocaömer, Kınık
- Kodukburun, Kınık
- Köseler, Kınık
- Mıstıklar, Kınık
- Musacalı, Kınık
- Örtülü, Kınık
- Poyracık, Kınık
- Sucahlı, Kınık
- Taştepe, Kınık
- Yayakent, Kınık
- Yaylaköy, Kınık

## Kiraz
- Kiraz
- Ahmetler, Kiraz
- Akpınar, Kiraz
- Altınoluk, Kiraz
- Arkacılar, Kiraz
- Avunduruk, Kiraz
- Aydoğdu, Kiraz
- Bahçearası, Kiraz
- Başaran, Kiraz
- Ceritler, Kiraz
- Cevizli, Kiraz
- Çanakçı, Kiraz
- Çatak, Kiraz
- Çayağzı, Kiraz
- Çömlekçi, Kiraz
- Doğancılar, Kiraz
- Dokuzlar, Kiraz
- Emenler, Kiraz
- Gedik, Kiraz
- Haliller, Kiraz
- Hisar, Kiraz
- İğdeli, Kiraz
- Kaleköy, Kiraz
- Karabağ, Kiraz
- Karabulu, Kiraz
- Karaburç, Kiraz
- Karaman, Kiraz
- Kibar, Kiraz
- Mavidere, Kiraz
- Mersinlidere, Kiraz
- Olgunlar, Kiraz
- Ovacık, Kiraz
- Ören, Kiraz
- Örencik, Kiraz
- Pınarbaşı, Kiraz
- Saçlı, Kiraz
- Sarıkaya, Kiraz
- Sarısu, Kiraz
- Sırımlı, Kiraz
- Solaklar, Kiraz
- Suludere, Kiraz
- Şemsiler, Kiraz
- Taşlıyatak, Kiraz
- Tekbıçaklar, Kiraz
- Tumbullar, Kiraz
- Umurcalı, Kiraz
- Umurlu, Kiraz
- Uzunköy, Kiraz
- Veliler, Kiraz
- Yağlar, Kiraz
- Yeniköy, Kiraz
- Yenişehir, Kiraz
- Yeşildere, Kiraz

## Ödemiş
- Ödemiş
- Alaşarlı, Ödemiş
- Artıcak, Ödemiş
- Bademli, Ödemiş
- Balabanlı, Ödemiş
- Bayırlı, Ödemiş
- Bebekler, Ödemiş
- Beyazıtlar, Ödemiş
- Bıçakçı, Ödemiş
- Birgi, Ödemiş
- Bozcayaka, Ödemiş
- Bozdağ, Ödemiş
- Bucak, Ödemiş
- Bülbüller, Ödemiş
- Büyükavulcuk, Ödemiş
- Cevizalan, Ödemiş
- Çağlayan, Ödemiş
- Çamlıca, Ödemiş
- Çamyayla, Ödemiş
- Çayır, Ödemiş
- Çaylı, Ödemiş
- Çobanlar, Ödemiş
- Demircili, Ödemiş
- Demirdere, Ödemiş
- Dereuzunyer, Ödemiş
- Dolaylar, Ödemiş
- Elmabağ, Ödemiş
- Emirli, Ödemiş
- Ertuğrul, Ödemiş
- Gerçekli, Ödemiş
- Gereli, Ödemiş
- Gölcük, Ödemiş
- Güney, Ödemiş
- Günlüce, Ödemiş
- Hacıhasan, Ödemiş
- Hamam, Ödemiş
- Horzum, Ödemiş
- Işık, Ödemiş
- İlkkurşun, Ödemiş
- Karadoğan, Ödemiş
- Karakova, Ödemiş
- Kayaköy, Ödemiş
- Kaymakçı, Ödemiş
- Kazanlı, Ödemiş
- Kemenler, Ödemiş
- Kemer, Ödemiş
- Kerpiçlik, Ödemiş
- Kışla, Ödemiş
- Kızılca, Ödemiş
- Kızılcahavlu, Ödemiş
- Konaklı, Ödemiş
- Köfündere, Ödemiş
- Köseler, Ödemiş
- Kurucuova, Ödemiş
- Kutlubeyler, Ödemiş
- Küçükavulcuk, Ödemiş
- Küçükören, Ödemiş
- Küre, Ödemiş
- Mescitli, Ödemiş
- Mursallı, Ödemiş
- Ocaklı, Ödemiş
- Oğuzlar, Ödemiş
- Orhangazi, Ödemiş
- Ortaköy, Ödemiş
- Ovacık, Ödemiş
- Ovakent, Ödemiş
- Pirinççi, Ödemiş
- Sekiköy, Ödemiş
- Seyrekli, Ödemiş
- Suçıktı, Ödemiş
- Süleymanlar, Ödemiş
- Şirinköy, Ödemiş
- Tosunlar, Ödemiş
- Türkönü, Ödemiş
- Uzundere, Ödemiş
- Üçkonak, Ödemiş
- Üzümlü, Ödemiş
- Veliler, Ödemiş
- Yeniceköy, Ödemiş
- Yeniköy, Ödemiş
- Yeşilköy, Ödemiş
- Yılanlı, Ödemiş
- Yolüstü, Ödemiş
- Yusufdere, Ödemiş

## Tire
- Tire
- Akçașehir, Tire
- Akkoyunlu, Tire
- Akmescit, Tire
- Akyurt, Tire
- Alacalı, Tire
- Alaylı, Tire
- Armutlu, Tire
- Ayaklıkırı, Tire
- Bașköy, Tire
- Boynuyoğun, Tire
- Büyükkale, Tire
- Büyükkemerdere, Tire
- Büyükkömürcü, Tire
- Cambazlı, Tire
- Çayırlı, Tire
- Çeriközü, Tire
- Çiniyeri, Tire
- Çobanköy, Tire
- Çukurköy, Tire
- Dağdere, Tire
- Dallık, Tire
- Derebașı, Tire
- Dereli, Tire
- Dibekçi, Tire
- Doyranlı, Tire
- Dündarlı, Tire
- Eğridere, Tire
- Eskioba, Tire
- Gökçen, Tire
- Halkapınar, Tire
- Hasançavușlar, Tire
- Hisarlık, Tire
- Ișıklar, Tire
- Ișıklı, Tire
- Kaplan, Tire
- Karateke, Tire
- Kırtepe, Tire
- Kızılcahavlu, Tire
- Kireli, Tire
- Kocaaliler, Tire
- Kurșak, Tire
- Küçükburun, Tire
- Küçükkale, Tire
- Küçükkemerdere, Tire
- Küçükkömürcü, Tire
- Kürdüllü, Tire
- Mahmutlar, Tire
- Mehmetler, Tire
- Musalar, Tire
- Ortaköy, Tire
- Osmancık, Tire
- Peșrefli, Tire
- Sarılar, Tire
- Saruhanlı, Tire
- Somak, Tire
- Topalak, Tire
- Toparlar, Tire
- Turgutlu, Tire
- Üzümler, Tire
- Yamandere, Tire
- Yeğenli, Tire
- Yemișler, Tire
- Yeniçiftlik, Tire
- Yenioba, Tire
- Yenișehir, Tire